# Pachodynerus scrupeus
Pachodynerus scrupeus är en stekelart som först beskrevs av Edoardo Zavattari 1912.
Pachodynerus scrupeus ingår i släktet Pachodynerus och familjen Eumenidae. Inga underarter finns listade i Catalogue of Life.